# Mac McClung
Matthew Ford "Mac" McClung (Gate City, 6 januari 1999) is een Amerikaans basketballer.

## Carrière
McClung speelde collegebasketbal voor de Georgetown Hoyas van 2018 tot 2020 en daarna een seizoen voor de Texas Tech Red Raiders. In de NBA draft van 2021 werd hij niet gekozen. Nadat hij niet gekozen werd ging hij spelen voor de Los Angeles Lakers in de NBA Summer League. In augustus 2021 tekende hij bij de Lakers een contract samen met Chaundee Brown Jr. maar zijn contract werd in oktober 2021 ontbonden. Hij tekende daarna bij hun opleidingsploeg de South Bay Lakers. In december 2021 en januari 2022 tekende hij twee keer een tien dagen contract bij de Chicago Bulls. Hij speelde toen ook voor de Windy City Bulls. Midden januari 2022 keerde hij terug bij de South Bay Lakers, hij werd aan het einde van het seizoen verkozen tot NBA G League Rookie of the Year Award. In april 2022 tekende hij een two-way contract bij de Los Angeles Lakers.
Hij speelde voor zowel de Los Angeles Lakers als de Golden State Warriors in de NBA Summer League in 2022. In augustus 2022 tekende hij een contract bij de Golden State Warriors maar dat werd ontbonden in oktober 2022. Hij tekende daarop bij de Philadelphia 76ers maar dat contract werd meteen ontbonden zodat hij kon spelen voor hun opleidingsploeg de Delaware Blue Coats. Zijn rechten en die van Jared Wilson-Frame werden van de South Bay Lakers naar de Delaware Blue Coats voor de terugkeerrechten van Shaq Harrison en Naz Mitrou-Long geruild. In februari 2023 tekende hij een two-way contract bij de 76ers waardoor hij ook nog voor de Blue Coats speelde. Hij speelde in februari 2023 ook in de NBA Dunk Contest en won als eerste NBA G League speler ooit de competitie.
In september 2023 tekende hij bij de Orlando Magic maar zijn contract werd in oktober 2023 alweer ontbonden. In september 2023 werden ook zijn terugkeerrechten geruild van de Delaware Blue Coats naar de Osceola Magic voor de terugkeerrechten van Jeff Dowtin en een draftkeuze. Hij ging daarop spelen voor de Osceola Magic de opleidingsploeg van de Orlando Magic. Hij speelde heel het seizoen 2023/24 voor de Magic maar won in februari 2024 voor een tweede keer de NBA Dunk Contest. In september 2024 tekende hij opnieuw bij de Orlando Magic, in oktober 2024 werd dat contract omgezet in een two-way contract waardoor hij voor zowel Orlando als Osceola kon uitkomen.
In februari 2025 won McClung een derde keer de NBA Slam Dunk Contest en werd daarmee de eerste speler die deze drie keer op een rij kon winnen.

## Privéleven
Zijn nonkel Seth McClung was een profhonkballer. Daarnaast waren zijn tantes Correne Bredin en Colette Bredin professioneel ijshockey-speelsters.

## Erelijst
- NBA Slam Dunk Contest: 2023, 2024, 2025
- NBA G League-kampioen: 2023
- NBA G League Most Valuable Player Award: 2024
- All-NBA G League First Team: 2024
- NBA G League Rookie of the Year Award: 2022

## Statistieken

### Reguliere Seizoen
| Seizoen  | Team               | WG | WS | MPW  | 2P%   | 3P%  | FW%   | RPW | APW | SPW | BPW | PPW  |
| -------- | ------------------ | -- | -- | ---- | ----- | ---- | ----- | --- | --- | --- | --- | ---- |
| 2021/22  | Chicago Bulls      | 1  | 0  | 3,0  | 100,0 | —    | —     | 0,0 | 0,0 | 0,0 | 0,0 | 2,0  |
| 2021/22  | Los Angeles Lakers | 1  | 0  | 22,0 | 40,0  | 33,3 | 100,0 | 3,0 | 1,0 | 1,0 | 1,0 | 6,0  |
| 2022/23  | Philadelphia 76ers | 2  | 0  | 20,5 | 45,0  | 36,4 | 60,0  | 5,0 | 4,5 | 0,0 | 0,0 | 12,5 |
| 2024/25  | Orlando Magic      | 1  | 0  | 5,0  | —     | —    | —     | 1,0 | 2,0 | 0,0 | 0,0 | 0,0  |
| Carrière | Carrière           | 5  | 0  | 14,2 | 46,2  | 35,7 | 66,7  | 2,8 | 2,4 | 0,2 | 0,2 | 6,6  |